# 阿帕里西奧波馬雷斯區
9°41′55″S 76°38′54″W / 9.6985°S 76.6484°W
阿帕里西奧波馬雷斯區（西班牙語：Distrito de Aparicio Pomares），是秘魯的一個區，位於該國中部瓦努科大區的亞羅維爾卡省，始建於1857年1月2日，面積183.1平方公里，海拔高度3,416米，2005年人口8,993，人口密度每平方公里49人。